# Загорулько, Иван Николаевич
Иван Николаевич Загорулько (28 августа 1924 — 23 марта 2005) — советский геолог, лауреат Ленинской премии (1967), Заслуженный геолог Российской Федерации.

## Биография
Родился 28 августа 1924 года в селе Воронцово-Николаевское Сальского района Ростовской области. 

Детство Ивана Николаевича прошло в тяжелых военных условиях. В 1942 году, когда он ещё учился в школе, их село было оккупировано немцами. И только то, что родители вовремя успели спрятать всех детей на старой мельнице, уберегло их от отправки в Германию. 

С 1943 года, после прихода советских войск, многие ребята отправились на фронт добровольцами. И Загорулько не стал исключением. Как участник войны награждён орденами Отечественной войны I степени, Красной Звезды, медалями СССР и Болгарии.  

В 1948 году демобилизован. В течение трех лет продолжал своё незаконченное обучение, а также ко всему прочему уже активно работал.
В 1952 году поступил в Новочеркасский политехнический институт, на геологоразведочный факультет. После его окончания в 1957 г. был направлен в Красноярское территориальное геологическое управление. Работал геологом в Нижне-Ангарской геологоразведочной партии. В 1958–I959 гг. — начальник геологоразведочной партии. В дальнейшем — старший геолог, и.о. главного инженера Ново-Ангарской экспедиции (1960–1961), старший геолог по поискам (1961–1963), главный инженер экспедиции (1963–1964), главный инженер Норильской экспедиции (1964–1966), заместитель начальника Красноярскою ТГУ (1966–1968). С 1968 по 1971 г. возглавлял группу советских специалистов в Мали. По возвращении был назначен директором Московского областного геологоразведочного техникума, где и проработан до выхода на пенсию в 1990 г.
Внес значительный вклад в создание и развитие минерально-сырьевой базы России и подготовку отечественных кадров геологов.

## Карьера
Сразу же после окончания обучения, в 1957 году направлен младшим геологом в Нижне-Ангарскую геологоразведочную партию. Далее следует успешная карьера и многочисленные экспедиции:
- 1958—1959 гг. — начальник геологоразведочной партии.
- 1960—1961 гг. — старший геолог, и.о. главного инженера Ново-Ангарской экспедиции.
- 1961—1963 гг. — старший геолог по поискам.
- 1963—1964 гг. — главный инженер экспедиции.
- 1964—1966 гг. — главный инженер Норильской экспедиции.
- 1966—1968 гг. — заместитель начальника Красноярского территориального геологического управления.

С 1968 по 1971 год возглавлял группу советских специалистов в Мали. А после своего возвращения был назначен директором Московского областного геологоразведочного техникума, где проработал до выхода на пенсию в 1990 году.

## Награды
За открытие Горевского свинцово-цинкового месторождения И.Н. Загорулько было присвоено звание лауреата Ленинской премии (1967). За открытие Норильского месторождения полезных ископаемых он награждён орденом Трудового Красного Знамени.